# Phyllalia thunbergi
Phyllalia thunbergi är en fjärilsart som beskrevs av Jean Baptiste Boisduval 1847. Phyllalia thunbergi ingår i släktet Phyllalia och familjen Eupterotidae. Inga underarter finns listade i Catalogue of Life.